# 크리스토펠 기호
크리스토펠 기호(Christoffel記號, 독일어: Christoffelsymbole, 영어: Christoffel symbol)는 레비치비타 접속의 성분을 나타내는 기호다. 레비치비타 접속으로 정의된 공변 미분과 주어진 좌표에 대한 편미분의 차로 생각할 수 있다. 기호는 그리스 대문자 감마(Γ)다. 간혹 제1종 및 제2종 크리스토펠 기호를 구분하기도 한다. 이름과는 달리, 제2종이 더 근본적인 개념이다.

## 의의
리만 다양체 {\displaystyle (M,g)}를 생각하자. 그렇다면, {\displaystyle \nabla g=0}이고 꼬임이 없는 유일한 아핀 접속 {\displaystyle \nabla }가 존재한다.이를 레비치비타 접속(Levi-Civita connexion)이라고 부른다.

## 정의
국소 좌표계 xi, (i = 1, 2, ..., n)가 n차원 다양체 M위에 주어지고, 그 계량 텐서가 {\displaystyle g}일 때, 그 접벡터
{\displaystyle \mathrm {e} _{i}={\frac {\partial }{\partial x^{i}}}=\partial _{i},\quad i=1,2,\dots ,n}
에 의해 접공간 M의 정의역 각 점에서 국소 좌표계의 기저가 정의된다.

### 제1종 크리스토펠 기호
제1종 크리스토펠 기호는 제2종 크리스토펠 기호와 계량 텐서로부터 유도되어
{\displaystyle \Gamma _{cab}=g_{cd}\Gamma ^{d}{}_{ab}\,,}
처럼 정의될 수 있으며, 또는 그 자체로써,
{\displaystyle \Gamma _{cab}={\frac {1}{2}}\left({\frac {\partial g_{ca}}{\partial x^{b}}}+{\frac {\partial g_{cb}}{\partial x^{a}}}-{\frac {\partial g_{ab}}{\partial x^{c}}}\right)={\frac {1}{2}}\,(g_{ca,b}+g_{cb,a}-g_{ab,c})={\frac {1}{2}}\,\left(\partial _{b}g_{ca}+\partial _{a}g_{cb}-\partial _{c}g_{ab}\right)\,.}
처럼 정의될 수도 있다.
다른 표기 방법으로
{\displaystyle \Gamma _{cab}=[ab,c].}
로 표기하기도 한다.

{\displaystyle [ab,c]=[ba,c]}라는 점은 주목할 필요가 있다.

### 제2종 크리스토펠 기호
제2종 크리스토펠 기호는 한 좌표 기저에서 레비치비타 접속의 접속 계수이며, 이 접속은 비틀림이 0이기 때문에, 그 기저의 접속 계수 또한 대칭이다. 다시 말해,
{\displaystyle \Gamma ^{k}{}_{ij}=\Gamma ^{k}{}_{ji}\,}
이 성립한다. 그런 이유에서 비틀림 없는 접속을 흔히 ‘대칭’이라고 한다.
다시 말해서 제2종 크리스토펠 기호 {\displaystyle \Gamma ^{k}{}_{ij}}는 (때로는 {\displaystyle \Gamma _{ij}^{k}} 또는 {\displaystyle \{{\begin{smallmatrix}k\\ij\end{smallmatrix}}\}}로도 표기한다)
{\displaystyle \nabla _{i}\mathrm {e} _{j}=\Gamma ^{k}{}_{ij}\mathrm {e} _{k}}
가 성립되는 유일한 접속으로 정의되는데 여기서 {\displaystyle \nabla _{i}} M에서 좌표방향 {\displaystyle \mathrm {e} _{i}}로의 레비치비타 접속이며, 이것은 {\displaystyle \nabla _{i}\equiv \nabla _{\mathrm {e} _{i}}}일 때를 뜻하고, {\displaystyle \mathrm {e} _{i}=\partial _{i}}는 국소 좌표의 홀로노믹 기저이다.
크리스토펠 기호는 공변 미분과 계량 텐서 {\displaystyle g_{ik}\ }에 의해 표현될 수 있는데,
{\displaystyle 0=\nabla _{\ell }g_{ik}={\frac {\partial g_{ik}}{\partial x^{\ell }}}-g_{mk}\Gamma ^{m}{}_{i\ell }-g_{im}\Gamma ^{m}{}_{k\ell }={\frac {\partial g_{ik}}{\partial x^{\ell }}}-2g_{mk}\Gamma ^{m}{}_{i\ell }}
이다.
더 짧은 표기법으로, 나블라 기호와 편미분 기호를 생략하여, 세미콜론과 콤마와 미분하는 첨자를 표기하여
{\displaystyle 0=\,g_{ik;\ell }=g_{ik,\ell }-g_{mk}\Gamma ^{m}{}_{i\ell }-g_{im}\Gamma ^{m}{}_{k\ell }}
와 같이도 쓴다.
아래 두 첨자에 대해 대칭이라는 점을 이용하여, 크리스토펠 기호를 계량 텐서의 함수로 나타낼 수 있는데,
{\displaystyle \Gamma ^{i}{}_{k\ell }={\frac {1}{2}}g^{im}\left({\frac {\partial g_{mk}}{\partial x^{\ell }}}+{\frac {\partial g_{m\ell }}{\partial x^{k}}}-{\frac {\partial g_{k\ell }}{\partial x^{m}}}\right)={1 \over 2}g^{im}(g_{mk,\ell }+g_{m\ell ,k}-g_{k\ell ,m})}
이고, 여기서 {\displaystyle (g^{jk})}는 {\displaystyle (g_{jk})\,}의 역행렬이고, 크로네커 델타와 아인슈타인 표기법을 사용하면 {\displaystyle g^{ji}g_{ik}=\delta ^{j}{}_{k}\ }인 것이다.
크리스토펠 기호는 텐서와 같은 방식으로 표기되지만, 텐서는 아니다. 좌표변환에 대해서 텐서처럼 행동하지 않는다.

## 역사
독일의 엘빈 브루노 크리스토펠이 1869년에 도입하였다.

## 같이 보기
- 리치 곡률 텐서
- 슈바르츠실트 해